# Boulos Nassif Borkhoche
Boulos Nassif Borkhoche (Joun, 7 ottobre 1932 – 4 febbraio 2021) è stato un arcivescovo cattolico libanese.

## Biografia
Nato a Joun, in Libano, il 7 ottobre 1932, fu ordinato sacerdote per la Società dei missionari di San Paolo il 14 settembre 1960.
Eletto dal santo sinodo dei vescovi melchiti arcieparca di Bosra e Hauran a succedere a mons. Nicolas Naaman, fu consacrato il 3 luglio 1983.
Il 15 settembre 2011 papa Benedetto XVI accettò le sue dimissioni per raggiunti limiti d'età.
Morì il 4 febbraio 2021 all'età di 88 anni a causa di un'insufficienza renale.

## Genealogia episcopale e successione apostolica
La genealogia episcopale è:
- Vescovo Filoteo di Homs
- Patriarca Eutimio III di Chios
- Patriarca Macario III Zaim
- Vescovo Leonzio di Saidnaia
- Patriarca Atanasio III Dabbas
- Vescovo Néophytos Nasri
- Vescovo Euthyme Fadel Maalouly
- Patriarca Cirillo VII Siage
- Patriarca Agapio III Matar
- Patriarca Massimo III Mazloum
- Patriarca Clemente I Bahous
- Patriarca Gregorio II Youssef-Sayour
- Patriarca Pietro IV Geraigiry
- Patriarca Cirillo IX Moghabghab
- Patriarca Massimo V Hakim
- Arcivescovo Boulos Nassif Borkhoche, S.M.S.P.

La successione apostolica è:
- Arcivescovo Nikolaki Sawaf (2000)